# Claude de Rouvroy, duc de Saint-Simon

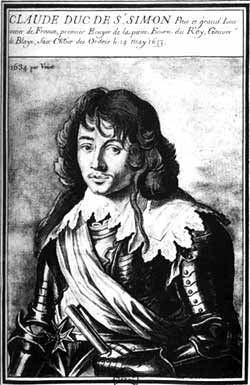
Claude, Duc de Saint-Simon, Gravur, Anonym, 17. Jahrhundert

Claude de Rouvroy, 1. Duc de Saint-Simon (* 16. August 1607; † 3. Mai 1693) war ein französischer Adliger und Günstling des Königs Ludwig XIII. Er war ein jüngerer Bruder von Charles de Rouvroy, Marquis de Saint-Simon (1601–1690).
Außer Herzog von Saint-Simon war er Comte de Rasse, Vicomte de Clastres, Baron de Benay, Vidame de Chartres, Seigneur de La Ferté-Arnault et de Beaussart.
Claude de Rouvroy war der Vater des berühmten Saint-Simon, dessen Memoiren eines der umfassendsten Zeugnisse der Herrschaft Ludwigs XIV. und ein Monument der französischen Literatur sind.

## Leben
Claude Rouvroy war der Sohn von Louis II. de Rouvroy, genannt „de Saint-Simon“ (1568–1643), aus dessen 1594 geschlossener Ehe mit Denise de la Fontaine de Lesches († 1648). Sein Vater, dessen Familie aus der Picardie stammte, ging aus den Religionskriegen als ruinierter Mann hervor. Claude de Saint-Simon wurde als Page der Petite Écurie in den Dienst von Ludwig XIII. gestellt, dessen Freundschaft er schnell zu gewinnen wusste. Laut Gédéon Tallemant des Réaux bestand die wichtigste Eigenschaft des jungen Claude darin, „nicht in das Horn des Königs zu sabbern“, vor allem aber, dem König auf seinen Feldzügen treu zu folgen. Sein Sohn, der Memoirenschreiber Saint-Simon, berichtet, dass sein Vater die Idee hatte, dem König beim Pferdewechsel das neue Reittier nicht Seite an Seite, sondern Kopf an Kopf zu präsentieren, damit er es besteigen konnte, ohne abzusteigen; auf diese Weise wurde der König auf ihn aufmerksam und schenkte ihm seine Zuneigung. Claude gab dem Monarchen einige gute Ratschläge, wie zum Beispiel die Unterstützung Richelieus während der Journée des Dupes. 1627 wurde er Premier Écuyer der France, 1628 Grand Louvetier de France und Premier Gentilhomme de la Chambre du Roi. Er zeichnete sich bei der Belagerung von La Rochelle (1627–1628) aus und erhielt die Herrschaft über einen Teil der Stadt. Im Jahr 1630 wurde er zum Gouverneur von Blaye und der Schlösser Saint-Germain und Versailles gemacht. Am 14. Mai 1633 wurde er in den Orden vom Heiligen Geist aufgenommen. Schließlich wurde er im Januar 1635 unter dem Titel Duc de Saint-Simon in den Rang eines Herzogs und Pairs erhoben (beim Parlement am 1. Februar 1635 registriert). Er fiel jedoch 1636 in Ungnade, weil er den Baron von Saint-Léger, seinen Onkel, verteidigt hatte, der einen befestigten Platz zu schnell zurückgegeben hatte.
Kurz vor seiner Ungnade war Claude in den Unterhaltungsprogrammen des Hofes zu sehen. Er trat dreimal im Ballet du Roy ou la Vieille cour (auch Ballet des Triomphes genannt) auf, das im Februar 1635 in Paris aufgeführt wurde; eine weitere Rolle übernahm er im Ballet de la Merlaison, das im März 1635 in Chantilly und später in Royaumont aufgeführt wurde. Schließlich soll er auch hinter dem Ballet des Sottises (Saint-Germain-en-Laye, Januar 1636) stehen. Claude de Rouvroy war es auch zu verdanken, dass der Sänger Pierre de Nyert im Jahr 1635 Ludwig XIII. vorgestellt wurde.
Von 1636 bis 1643 war er in Blaye im Exil, ein Gebiet, das er regierte und aus dem er durch die Kultivierung der 8000 Hektar großen Sumpflandschaft erhebliche Einkünfte (60.000 Livres pro Jahr) erzielte. Als er an den Hof zurückkehren konnte, erlebte er den Tod Ludwigs XIII. mit. Von da an hielt er sich aus den politischen Angelegenheiten heraus, obwohl er sich während der Fronde auf die Seite von Anna von Österreich und Mazarin stellte. Er wohnte in seinem Schloss in La Ferté-Vidame (das er 1635 erworben hatte), einem Dorf, dessen Kirche er wieder aufbauen ließ.

## Ehe und Familie
Claude Rouvroy heiratete mit Ehevertrag vom 26. September 1644 in Saint-Maximin in der Nähe von Senlis Diane Henriette de Budos, Marquise de Portes (* 1629), Tochter von Antoine Hercule de Budos, Vizeadmiral von Frankreich, und Louis de Crussol; sie starb am 2. Oktober 1670 in Paris an den Pocken und wurde in der Kathedrale von Senlis beigesetzt. Ihre drei Kinder sind:
- Gabrielle Louise (* 2. Dezember 1646 in Paris; † 29. Februar 1684 ebenda); ⚭ 17. April 1663 Henri Albert de Cossé, 4. Duc de Brissac, Pair de France (* 7. oder 16. März 1645; † 29. Dezember 1698), Sohn von Louis de Cossé-Brissac und Marguerite Françoise de Gondi
- Louis (getauft 18. Dezember 1650; † Dezember 1651), Marquis de Portes
- Marie-Madeleine (* Oktober 1659; † November 1665), genannt Madame de La Ferté

Aus Sorge, keinen männlichen Erben zu haben (und angesichts der sich abzeichnenden Kinderlosigkeit seiner einzigen überlebenden Tochter), heiratete er am 12. Oktober 1672 im Alter von 67 Jahren Charlotte de L’Aubespine (* 1640; † 7. Oktober 1725), Tochter von François de L’Aubespine, Marquis de Châteauneuf, de Hauterive et de Ruffec, Comte de Sagonne, und Eleonore de Volvire, Marquise de Ruffec. Das einzige Kind aus dieser Ehe ist:
- Louis (* 16. Januar 1675; † 2. März 1755 in Paris), Duc de Saint-Simon, Pair de France, Marquis de Ruffec, Châtelain de La Ferté-Vidame, Vidame de Chartres, Seigneur d’Aysie, d’Empuré, de Verrière, de Martreuil et de Charmé, Gouverneur von Blaye, Grande von Spanien 1. Klasse, Grand-Bailli et Gouverneur de Senlis, Ritter im Orden vom Heiligen Geist; ⚭ 8. April 1695 (Marie-Gabrielle) Geneviève-Françoise de Durfort de Lorges (* 1678; † 21. Januar 1743 in La Ferté-Vidame), Tochter von Gui-Aldonce de Durfort, Duc de Lorges, Marschall von Frankreich, und Geneviève de Frémont

## Textausgaben
- Saint-Simon (Duc de), Les Siècles et les jours: lettres (1693–1754) et Note «Saint-Simon» des Duchés-pairies, etc. Textes établis, réunis et commentés par Yves Coirault, Paris: Éditions Honoré Champion, 2000, ISBN 978-2-7453-0251-9
- Saint-Simon (Duc de), Hiérarchie et mutations: écrits sur le kaléidoscope social. Textes établis, réunis et commentés par Yves Coirault, Paris: Éditions Honoré Champion, 2002, ISBN 978-2-7453-0545-9